# Nicola Porpora
Nicola (Antonio) Porpora, Italijanski skladatelj in učitelj petja.
- 10. avgust 1686, Neapelj, †3. marec 1768, Neapelj

V vpisni knjigi neapeljskega glasbenega konservatorija Dei poveri di Gesu Cristo se pojavi 1696. leta. V ustanovi je ostal približno 10 let. Nato je zaslovel s svojo 1. opero Agripina, ki so jo izvedli na kraljevem dvoru v Neaplju - 1708. Pridobil je naziv Maestro di cappella na dvoru princa Hessen - Darmstsdt, ki je bil general Avstrijske vojske v Neapju. V tem času je služboval tudi kot učitelj petja na konservatoriju Di San Onofrio v Neaplju. Vzgojil je vrhunske kastrate kot so bili: Farinelli, Caffareli, Salimbeni,Gizziello, Reginella, Matteuccio, Niccolino in Senesino.
Prvo opero Bernice za rimsko občinstvo - 1718 - so izvedli z velikanskim uspehom. Pri nastanku te opere je sodeloval Domenico Scarlatti. Spoprijateljil se je z mladim pesnikom Metastasijem, s katerim sta kasneje dolga leta sodelovala.
V l. 1717 sta v nesreči umrla skladateljev oče in starejši brat. Nicola se je odzval z veliko odgovornostjo do družine in si nakopal dodatno delo ter službe, da je lahko pomagal domačim. Po odhodu Alesandra Scarlattia - 1719 - se je mladi Porpora v Neaplju hitro uveljavil s svojimi operami. V tem obdobju je na oder stopil njegov prvi pevski genij, še ne 16-letni Farinelli.
Skladateljevo življenje so zaznamovala nasprotovanja in tekmovalnost z drugimi skladatelji. Najprej z rojakom Leonardom Vincijem, ki je umrl mlad, konec 1727. leta. Že v l. 1730 pa se je pričelo rivalstvo s skladateljem Hassejem, ki je bil uveljavljen v Benetkah. 1733 so ga nasprotniki G. F. Handla povabili v London, v ustanovo Opera of the nobility. Prve predstave oper so bile v Lincolns inn fields theatre. Dosegle so velik vspeh. Priljubljenost v Londonu je hitro splahnela in odšel je v Benetke - 1736. Po treh letih se je vrnil v Neapelj, na Conservatorio di s. Maria di Loreto (Maestro di Capella). 1742 je zopet odšel v Benetke, kot Maestro di coro, v Ospedale della pieta. Večkrat je potoval v London, na Dunaj, Dresden in imel spremenljive uspehe. Na nemškem govornem področju so veljale njegove opere za preveč okrašene. Med enim od njegovih bivanj na Dunaju je mladega Josefa Haydna učil pevske tehnike in osnove kompozicije.
Zaradi vojne v S Nemčiji je Porpora ostal brez stalnih dohodkov. Odšel je v Neapelj in se preživljal na ustanovah, kjer se je njegova skladateljska kariera začela. Ohranjeno je pismo Metastasia, v katerem Farinellija prosi za pomoč Porpori. Kljub trudu znancev in prijateljev je maestro zadnja leta preživel v uboštvu. Njegov pogreb 3. marca 1768 je plačala neapeljska skupnost in tudi glasbeniki so na pogrebu igrali zastonj.
Dela:
- 40 oper
- 12 serenad
- 4 pasticiji
- 14 oratorijev
- 135 posvetnih kantat
- 40 cerkvenih koralov
- 7 maš
- 9 solo motetov
- 13 antifon
- čelo koncert,G - dur
- čelo sonata, F - dur
- 2 sinfoniji da camera

1. 1 2  data.bnf.fr: platforma za odprte podatke — 2011.
2. 1 2  Encyclopædia Britannica
3. 1 2  Record #123494591 // Gemeinsame Normdatei — 2012—2016.
4. 1 2  Archivio Storico Ricordi — 1808.